# かねこ統
かねこ 統（かねこ おさむ、本名：金子 統、1968年9月13日 -）は、日本の漫画家。埼玉県出身。

## 概要
1988年よりJICC出版局（現宝島社）のゲーム雑誌『ファミコン必勝本』に連載されたドラゴンクエストシリーズの読者コーナー「ドラゴンクエストマスターズクラブ」の担当者を務める。この仕事が縁でエニックス（現スクウェア・エニックス）に起用され、1992年発売の『ドラゴンクエストV 天空の花嫁』では取扱説明書の挿し絵を担当。以後もドラゴンクエストシリーズに関わり続けている。
他にも、ファイナルファンタジーシリーズなどの数多くのゲーム攻略本のイラストを手掛けたり、いただきストリートでも攻略本のイラストの他に、製作アシストも務めた。
1993年に『Vジャンプ』にて『スライム冒険記』を連載開始。連載終了後も同誌で、スライムを主人公としたギャグ、冒険活劇を描いた漫画を執筆。現在は『スライムドーン!!』を連載中。
炎を吐く事が出来るスライムと『ドラゴンクエストV 天空の花嫁』に出てくるさんぞくウルフ（亜種含む）、勇者の墓や祠を守るメトロゴーストの「ヨーゼフ」が必ず登場するのが各作品共通の特徴。
初期から関わっていることもあり本編への影響も高い。
ちなみに川越東高等学校の第1期生であり、『ロマンシング サ・ガ』などの作曲を担当した伊藤賢治とは同級生だった。
大のガンプラ好きでもある。

## 作品リスト

### 漫画
- スライム冒険記（Vジャンプ、1993年7月号 - 2000年2月号）
- スライム大作戦（Vジャンプ、2000年5月号 - 2003年11月号）
- スライムもりもり（Vジャンプ、2003年12月号 - 2015年11月号[2]、最強ジャンプ、2012年1月号 - 2016年1月号[3]）
- スライムドーン!!（Vジャンプ、2016年2月号 - 2021年10月号）

### キャラクターデザイン
- 『ドラゴンクエストVII エデンの戦士たち』（モンスターデザイン）
- 『ドラゴンクエストIII そして伝説へ…』（リメイク作の挿絵等）
- 『スライムもりもりドラゴンクエスト』シリーズ
- 『ドラゴンクエスト モンスターバトルロードビクトリー』（冥府の帝王ガーディスをデザイン）
- 『グリントグリッター』（キャラクターデザイン）
- 『超学校』（キャラクターデザイン）

### テレビアニメ
- DRAGON QUEST -ダイの大冒険-（2020年 - 、第73話原画）[4]